# 6541 Yuan
A 6541 Yuan (1984 DY) a Naprendszer kisbolygóövében található aszteroida. Henri Debehogne fedezte fel 1984. február 26-án.